# Léon Gustave Dehon
(Leone Dehon, Testamento spirituale)
Léon Gustave Dehon, conosciuto in Italiano semplicemente come Leone Dehon, (La Capelle, 14 marzo 1843 – Bruxelles, 12 agosto 1925) è stato un presbitero francese, fondatore dei Sacerdoti del Sacro Cuore di Gesù, meglio conosciuti con il nome di dehoniani.
Membro di una famiglia agiata, Léon Dehon sentì fin da giovane la chiamata al sacerdozio, nonostante il padre, cattolico non praticante, desiderasse per lui una carriera da avvocato. Adempiute le volontà paterne, Dehon iniziò gli studi teologici, venendo consacrato sacerdote a Roma. Stenografo al Concilio Vaticano I, fu poi nominato vicario parrocchiale a San Quintino, dove si diede a un'intensa opera pastorale e cominciò a maturare una profonda devozione nei confronti del Sacro Cuore di Gesù, che nel 1878 lo portò a fondare gli Oblati del Sacro Cuore di Gesù e, dopo un'esperienza fallimentare, i Sacerdoti del Sacro Cuore nel 1888. Divenuto portavoce delle istanze del socialismo cristiano di Leone XIII, Dehon divenne famoso anche al di fuori dei confini della Francia, estendendo la sua congregazione nei principali Paesi europei, e poi nel resto del mondo. Il suo processo di beatificazione, avviato nel 1961, fu interrotto per via della morte di Giovanni Paolo II e fu poi rinviato sine die durante il pontificato del suo successore Benedetto XVI, a causa di alcune frasi presenti nei suoi scritti contenenti accuse nei confronti degli ebrei.

## Biografia

### La giovinezza

#### La famiglia
Léon Gustave Dehon nacque il 14 marzo 1843 a La Capelle da Alexandre-Jules Dehon (1814-1882), membro di un'agiata famiglia di possidenti terrieri, e da Stéphanie Vandelet. Il bambino fu battezzato il 24 marzo da don Prospero Hécart. La famiglia Dehon, proveniente dall'Hainaut, aveva la denominazione de Hon fino al XVIII secolo, quando cambiarono il prefisso nobiliare de aggiungendolo alla località di cui erano feudatari, col fine di evitare rappresaglie durante i torbidi della Rivoluzione francese. L'ambiente famigliare in cui crebbe il piccolo Léon non era molto portato alla pratica cristiana: il padre, difatti, si professava tale soltanto di nome, dato che non partecipava ai sacramenti. L'unico spiraglio di una vita cristiana vissuta genuinamente gli venne dalla madre Stéphanie, cresciuta nella devozione al Sacro Cuore di Gesù, che trasmetterà al figlio.

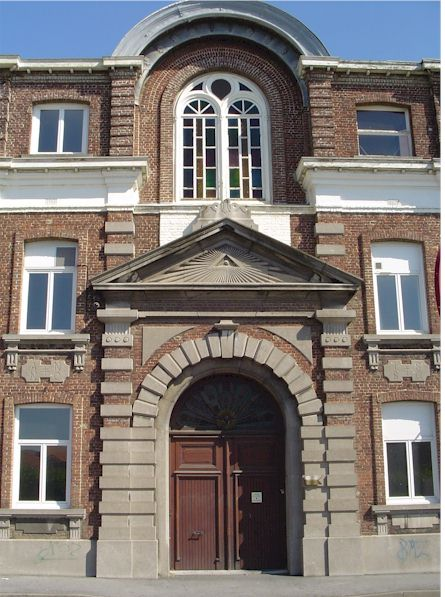
Il collegio di Hazebrouck dove Dehon studiò dal 1855 al 1859.

#### L'educazione ad Hazebrouck (1855-1859)
(Léon Dehon, in Manzoni, p. 60)
Dopo un'educazione sommaria ricevuta a La Capelle, caratterizzata da un atteggiamento turbolento e indisciplinato di Léon, i genitori decisero di inviarlo insieme al fratello Henri al collegio di Hazebrouck, località al confine con le Fiandre, dove entrarono il 1º ottobre 1855. Dehon aveva soltanto 12 anni, ma dimostrò un ingegno precoce e un vero e proprio talento naturale per lo studio, tanto da ottenere il baccalaureato in lettere il 16 agosto 1859, all'età di soli 16 anni. Il collegio di Hazebrouck non fu soltanto un luogo in cui Léon forgiò il suo sapere culturale, ma anche quello che gli fece coltivare l'idea di farsi sacerdote. Sotto la guida del direttore Jacques Dehaene e grazie alla severa spiritualità che regnava nel collegio, Dehon si convinse sempre di più a intraprendere la strada del sacerdozio, consapevolezza maturata appieno nel Natale del 1856.

#### Il soggiorno parigino (1860-1864)

##### Gli studi al Barbet e alla Sorbona

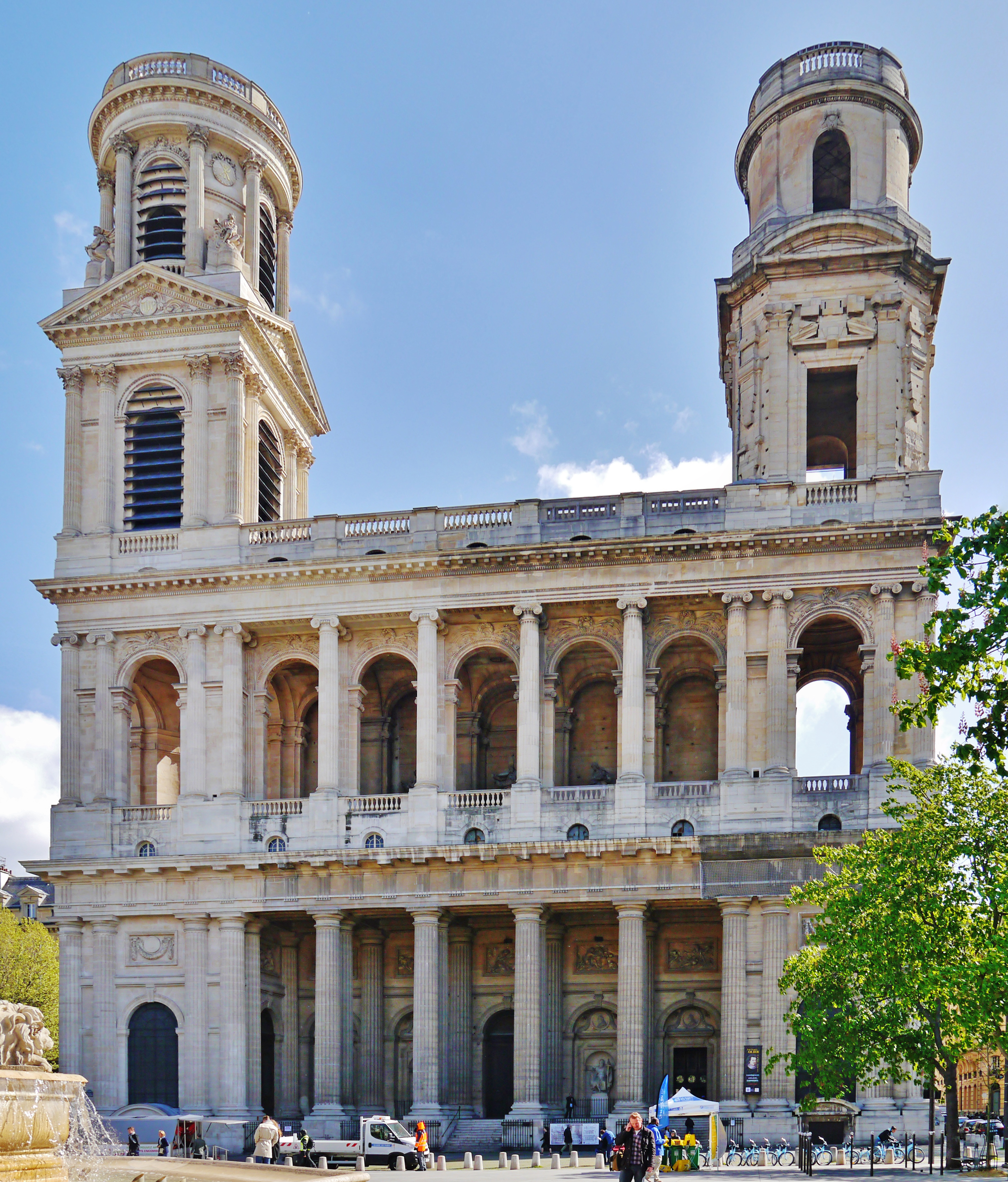
Chiesa di San Sulpizio, a Parigi.

Il padre, avuta conoscenza della decisione del figlio di farsi sacerdote, si rifiutò fermamente di assecondare questo suo desiderio: «Mio padre... respinse ben lontano il mio progetto», scrisse il giovane. Il padre desiderava, infatti, avviarlo agli studi scientifici del Politecnico di Parigi, perché vi ricevesse una formazione scientifica positivistica, tipica della mentalità dell'epoca, decisione cui Léon si sottopose. Pertanto, superati gli esami di maturità scientifica presso l'Istituto Barbet nel 1860, continuò a seguire i corsi di diritto alla Sorbona, ateneo presso cui si era già iscritto mentre frequentava il Barbet. L'intelligenza e la predisposizione del giovane contribuirono a ottenergli un dottorato in diritto nel giro di soli quattro anni, il 2 aprile 1864:
(Dehon, Notes sur l’Histoire de ma Vie, II/66r)

##### Il circolo di San Sulpizio
Questa trafila di titoli accademici, però, vennero vissuti da Dehon soltanto come un'anticipazione alla sua missione sacerdotale e spirituale, come un dovere nei confronti della volontà paterna. Difatti, nel tempo libero si ritagliò spazi rivolti alla spiritualità, frequentando la parrocchia di San Sulpizio. Tale realtà non fu soltanto un luogo di ritiro e di preghiera, ma anche un centro culturale dove vennero tenuti incontri e conferenze sull'attualità politica e religiosa che tanto contraddistinsero il panorama della Chiesa di Francia nel XIX secolo, una Chiesa di cui il giovane Dehon notò le profonde carenze in ambito intellettuale e nella formazione dei sacerdoti. Nel contempo, si iscrisse alle conferenze di San Vincenzo, contribuendo a dare una mano ai poveri della città.

##### I viaggi
La frenetica dinamicità di Dehon non si sfogò soltanto all'interno dei circoli di ispirazione cattolica. Insieme all'amico Léon Palustre, il giovane studente di diritto cominciò, tra il 1861 e il 1863, a visitare i principali Paesi europei: prima la Gran Bretagna (già visitata per tre mesi nel 1861), poi l'Europa centrale e infine la Scandinavia, inoltrandosi fino in Norvegia. Dopo la laurea in diritto civile conseguita a Parigi, il padre Alexandre notò che il figlio continuava a manifestare l'intenzione di diventare sacerdote. Per questo motivo, attraverso la mediazione di Palustre, che era presente ai colloqui tra Léon e il padre a La Capelle, Alexandre decise di inviare il figlio a fare un lungo viaggio in Medio Oriente (importante fu la tappa in Palestina, a Gerusalemme), perché venisse distratto da questa sua intenzione. Dopo 10 mesi di questo grand tour, Léon prese una decisione radicale: essendo ancora fermamente convinto della sua chiamata sacerdotale, anziché ritornare in Francia dalla famiglia, decise di fermarsi a Roma, sfidando in tal modo la volontà paterna.

### Roma: dal seminario al Vaticano I (1865-1871)

#### Gli studi teologici e la consacrazione presbiterale

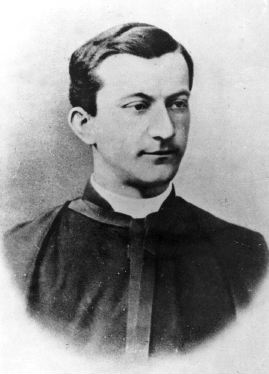
Léon Dehon negli anni della maturità

Giunto nella Città Eterna il 14 giugno 1865, Léon riuscì ad avere un colloquio con papa Pio IX, il quale appoggiò la sua volontà di farsi sacerdote e lo invitò a studiare a Roma, e non a San Sulpizio. Pertanto, fino al 1868 (anno in cui sarebbe stato ordinato sacerdote), Léon soggiornò presso il seminario francese di Santa Chiara, affidato ai sacerdoti della Congregazione dello Spirito Santo, studiando durante il giorno al Collegio Romano, ovvero l'attuale Pontificia Università Gregoriana. Gli studi e l'assimilazione della spiritualità di quest'ordine religioso contribuirono a rafforzare, nell'animo del giovane seminarista, quanto aveva assorbito nell'infanzia dalla madre: l'unione con Cristo. Seguendo la scuola religiosa francese del XVII secolo, Dehon «sarà dominato da questa esigenza di interiorità [...] In questa prospettiva, in quanto sacerdote, Léon Dehon cercherà di essere in tutta la sua vita... "un altro Cristo"». Il 19 dicembre 1868, alla fine, fu ordinato sacerdote nella Basilica di San Giovanni in Laterano. Fu un giorno di gioia non soltanto per aver conseguito ciò che da tanto tempo aveva desiderato, ma anche perché vide suo padre, cattolico non praticante, partecipare alla sua prima messa.

#### Il Concilio Vaticano I e l'ultimo periodo romano
Dehon, sacerdote novello, fu scelto per essere uno dei ventiquattro stenografi che avrebbero redatto le sedute del Concilio voluto fortemente da papa Pio IX per la proclamazione dell'infallibilità papale. Aperto l'8 dicembre 1869, il Concilio vide una parte dei padri, in particolar modo italiani, schierarsi a favore della proclamazione del dogma; un'altra, costituita da tedeschi e francesi, invece, era decisamente contraria o, quantomeno, non riteneva opportuno proclamare dogmaticamente l'infallibilità pontificia per questioni teologiche o per eventuali rotture diplomatiche con i vari Stati. Dopo che la frangia favorevole alla proclamazione del dogma dell'infallibilità ne uscì vincitrice, anche per l'ingerenza del pontefice nell'assise conciliare, il Concilio fu sospeso sine die a causa della breccia di Porta Pia e all'annessione di Roma al Regno d'Italia.
L'esperienza, per quanto breve, fu assai significativa per Dehon in quanto poté entrare in contatto, seppur solo come "tecnico", con le varie voci della Chiesa cattolica dell'epoca e constatare la sua lontananza di vedute rispetto alla maggior parte del clero francese, capeggiata dal vescovo di Orléans Félix Dupanloup, riguardo alla questione dell'infallibilità. Sempre in questo periodo, ampiamente dipinto da Dehon per via delle numerose riflessioni che annotava sul suo diario (annotazioni confluite poi nel Diario del Concilio Vaticano), il giovane sacerdote francese ebbe modo di conoscere la personalità dell'allora cardinale Gioacchino Pecci, futuro Leone XIII. Dopo la chiusura del Concilio, ritornò momentaneamente in patria, dove visse il trauma della guerra franco-prussiana del 1870, vista come una punizione divina nei confronti della Francia per aver lasciato senza protezione militare il pontefice nella questione risorgimentale. Il 18 marzo 1871 Dehon fece ritorno nell'ormai capitale italiana, dove conseguì nei mesi di giugno e luglio rispettivamente i dottorati in teologia e diritto canonico presso il Collegio Romano, obiettivi che intese conseguire per perfezionare quel carisma di apostolato intellettuale che ormai si era prefissato.

### Vicario a Saint-Quentin (1871-1877)

#### Un ministero pastorale

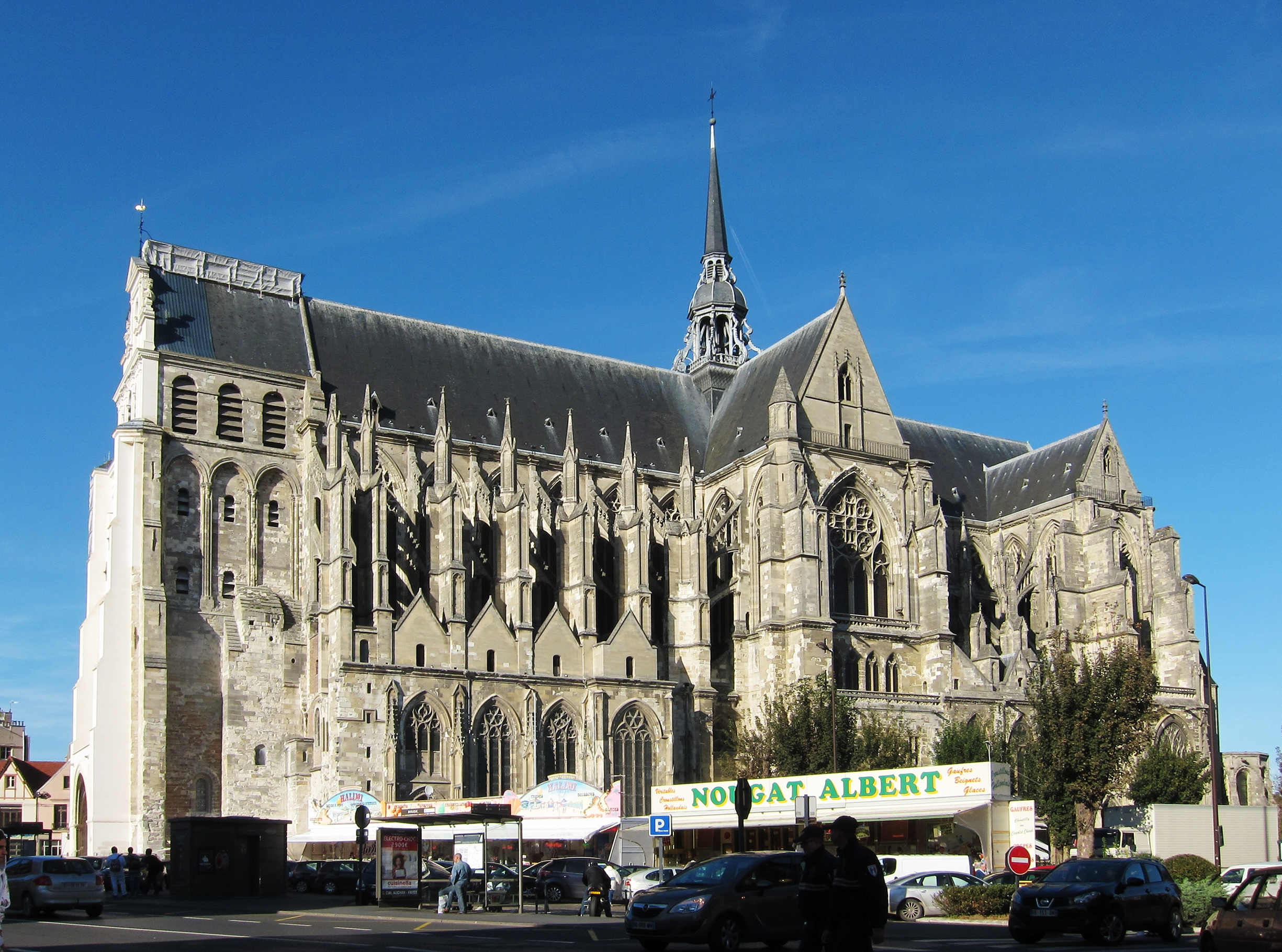
La Basilica di San Quintino, di cui Dehon era il settimo vicario

Tornato in patria nel 1871, Léon venne nominato cappellano della basilica di Saint-Quentin, un grosso centro industriale della Piccardia che all'epoca contava 35 000 abitanti e che tuttora fa parte della diocesi di Soissons. Questo ministero prettamente pastorale non rientrava nelle intenzioni di Dehon il quale, come si è visto, desiderava un'attività intellettuale piuttosto che pastorale:
(Manzoni, p. 181)
Nonostante la divergenza dalle aspirazioni iniziali di Dehon, quest'ultimo si immerse profondamente nel tessuto sociale della città di Saint-Quentin, della quale scoprì la profonda povertà spirituale dettata non soltanto dagli strascichi ideologici della Rivoluzione, ma anche dalla diffusa idea che la pratica religiosa fosse soprattutto un'occupazione da donne più che da uomini. Inoltre, come sottolinea lo stesso Dehon, la pastorale finora adottata non riusciva a penetrare negli animi delle persone, il che ne comportava una totale rivisitazione in termini più pragmatici. Come scrisse Giuseppe Manzoni: «progressivamente Leone Dehon sostituisce, al ministero strettamente sacramentario, una pastorale integrale ove l'elemento umano, sociale, spirituale si completino a vicenda».
Sulla base di questa volontà riformatrice, oltre al pesante carico di lavoro che lo attendeva come settimo vicario, Dehon impostò la sua azione pastorale a Saint-Quentin cercando di animare intorno a sé l'opera di San Vincenzo e le forze vive della città per una maggiore attenzione nei confronti degli strati più indigenti della società. Per conseguire questo scopo, decise di utilizzare l'arma della stampa con la fondazione de Le Conservateur de l'Aisne, giornale cattolico deputato a tenere viva l'informazione riguardo alla situazione sociale cittadina. Inoltre, in qualità di sacerdote, a lui era affidata l'educazione religiosa dei ragazzi. Léon Dehon, su questo punto, intendeva andare oltre alla semplice catechetica, proponendosi come obiettivo quello di «fare uomini e cristiani formati, istruiti». Questa volontà comportò la fondazione del patronato "San Giuseppe", che dall'estate del 1872 trovò spazio concreto in un giardino in rue des Bouloirs, spazio in cui i giovani potevano discutere di tematiche concrete legate alla vita cristiana.

#### Direttore spirituale delle Ancelle del Sacro Cuore
Nonostante l'attività frenetica, Léon Dehon continuava a maturare in cuor suo l'aspirazione a una vita religiosa maggiormente contemplativa. Il riaccendersi di questo interesse fu facilitato dall'incontro che il sacerdote ebbe con alcune religiose facenti parte dell'Ordine delle Ancelle del Sacro Cuore. Queste, per sfuggire ai tedeschi, abbandonarono Strasburgo per rifugiarsi in territorio francese, venendo a risiedere a Saint-Quentin e dove, a partire dal 1873, ebbero come direttore spirituale proprio padre Dehon. La comunità religiosa, guidata dall'energica madre Maria Ulrich, si rifaceva alla devozione del Sacro Cuore di Gesù, concentrandosi maggiormente sull'aspetto della riparazione dei mali del mondo attraverso la preghiera e il sacrificio sacerdotale. Il legame tra Dehon, animato interiormente da una visione più intimista della figura sacerdotale, e queste religiose divenne estremamente forte.

### Gli Oblati del Sacro Cuore di Gesù (1877-1883)

#### La nascita del Collegio San Giovanni

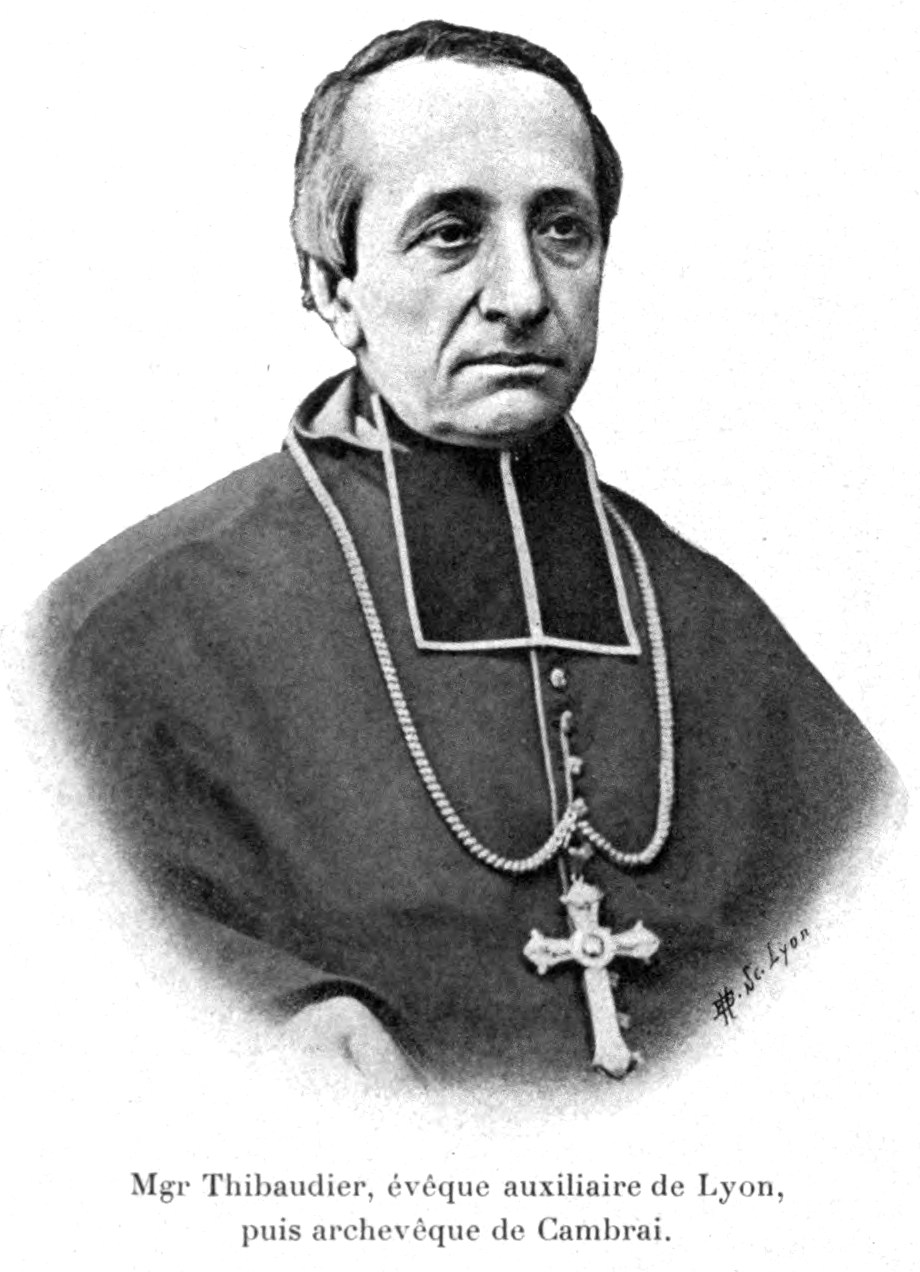
Monsignor Odon Thibaudier

Fu questo aspetto, ovvero l'attenzione al sacerdozio, che permise a Dehon di entrare specialmente in comunione con le religiose: «A San Quintino le Ancelle del Sacro Cuore avevano le mie stesse aspirazioni per un'opera sacerdotale». L'attrattiva per la vita religiosa e il ruolo determinante che madre Maria Ulrich ebbe nella decisione di Dehon di orientarsi verso il culto del Sacro Cuore si incrociavano con il desiderio, da parte del vescovo di Soissons mons. Odon Thibaudier, di avere un collegio sacerdotale che servisse da "strumento" diocesano per la coordinazione della vita della diocesi. Fu così che Padre Dehon, dopo un pellegrinaggio a Loreto (febbraio 1877), decise di esporre a mons. Thibaudier il suo desiderio di vita religiosa, ricevendone il consenso verbale il 25 giugno. Tre giorni dopo Dehon emise i suoi voti di religioso - cui aggiunse quello di vittima - e si fece chiamare padre Giovanni del Sacro Cuore. Ricevuto quindi il consenso formale del suo vescovo, Dehon prese in affitto una casa il 14 luglio, facendone la culla di quello che sarà il Collegio San Giovanni.

#### I primi problemi e ilConsummatum est
La vita del Collegio san Giovanni parve iniziare nel migliore dei modi. Dopo essere stato dispensato dagli impegni di vicario e canonico della basilica di Saint-Quentin il 15 agosto 1877, Léon Dehon dovette organizzare la vita quotidiana anche a fronte dell'entrata di nuovi seminaristi, professori e sacerdoti desiderosi di seguire la spiritualità da lui propugnata. Pochissimi anni dopo l'inizio della vita religiosa, però, cominciarono le prime difficoltà che porteranno alla chiusura del San Giovanni per ordine del Sant'Uffizio nel 1883. Una delle Ancelle del Sacro Cuore, suor Ignazia, iniziò infatti a riferire di aver ricevuto delle visioni di Cristo da parte di angeli, esasperando il vescovo Thibaudier e mettendo in serie difficoltà padre Dehon presso il suo vescovo. A peggiorare la situazione fu l'esaltazione e la nevropatia di un nuovo membro degli oblati, padre Taddeo Captier, il quale pensava di usare l'ordine fondato da Dehon per crearne uno proprio stilando costituzioni e preghiere particolari. Si aprì un'inchiesta, la quale fu poi portata all'attenzione del Sant'Uffizio nel 1882. Thibaudier chiese a padre Dehon di stilare una memoria sugli Oblati del Sacro Cuore, che il vescovo avrebbe portato all'attenzione del pontefice in un suo viaggio a Roma. I casi di suor Ignazia e di padre Captier, però, ebbero il loro peso nel giudizio della Curia: l'8 dicembre del 1883, tramite Thibaudier, Dehon venne a sapere dello scioglimento dell'ordine da lui fondato e l'imposizione del troncamento delle relazioni tra lui e le ancelle del Sacro Cuore: consummatum est, scrisse un dolente padre Dehon riguardo a questo suo primo fallimento.
Quattro mesi dopo la soppressione, nella primavera del 1884, Roma ripensò inaspettatamente alla sua decisione e Dehon poté così pensare a riprendere in mano il progetto della sua congregazione. Il mutato giudizio di Roma e di mons. Thibaudier fu facilitato anche dalla sottomissione e dall'ubbidienza che padre Dehon mostrò nei confronti del suo vescovo:
(Lettera di padre Dehon riportata in Manzoni, p. 277)

### Gli anni '80 e '90

#### I sacerdoti del Sacro Cuore e la loro spiritualità

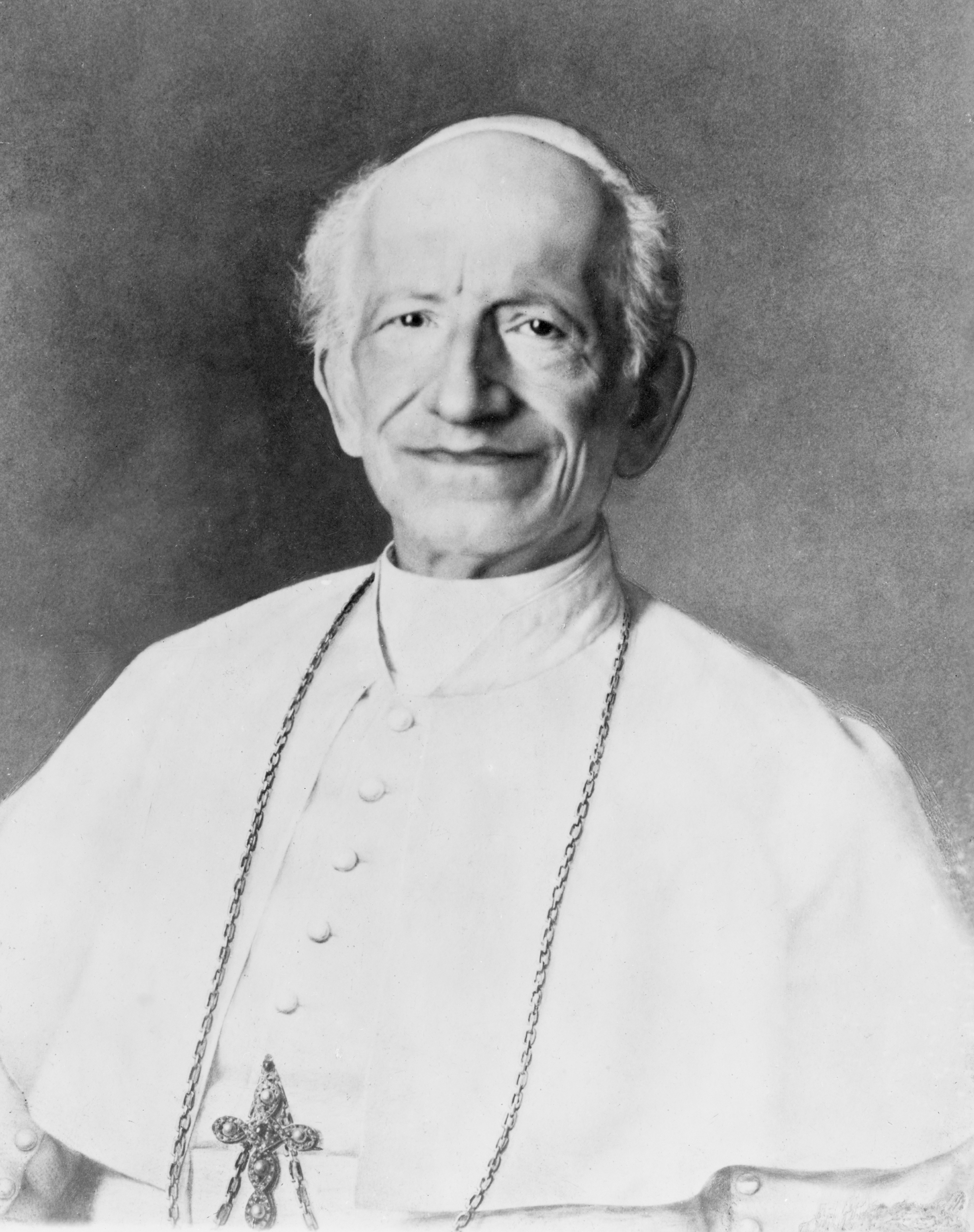
Papa Leone XIII, autore della Rerum Novarum

Tale atteggiamento ponderato fu da preludio al breve di lode del 25 febbraio 1888 concessogli da papa Leone XIII in segno di stima e di fiducia per i "sacerdoti del Sacro Cuore". In questi anni, infatti, padre Dehon ritornò a considerare prioritario non tanto l'aspetto vittimista e sacrificale del sacerdote, quanto la sua formazione e il ruolo concreto che egli può offrire alla Chiesa attraverso un connubio tra una forte vita interiore e l'azione sociale. La spiritualità del Sacro Cuore, incentrata sulla funzione riparatrice del Cuore di Cristo, si può riassumere con queste parole:
(Miczynski, pp. 31-32)

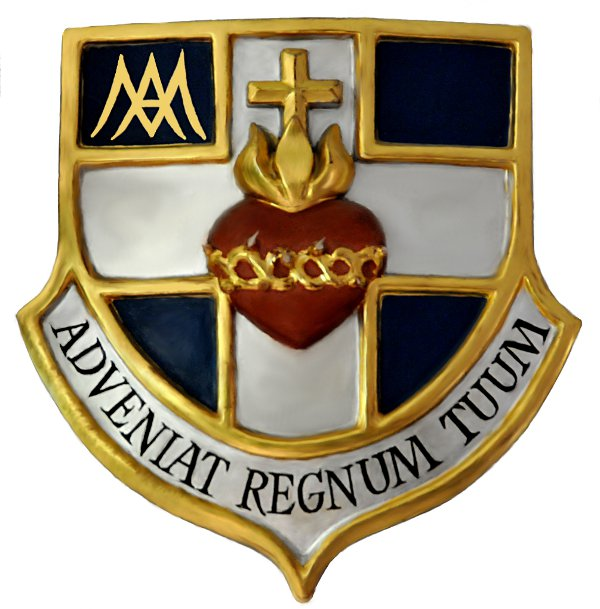
Lo stemma dei Sacerdoti del Sacro Cuore, meglio conosciuti come Dehoniani dal nome del loro fondatore

Quest'atteggiamento di amore incondizionato del padre, che avviene attraverso l'oblazione e la riparazione col sacrificio di Cristo reso attraverso l'immagine del Cuore incoronato ed avvolto tra le fiamme, chiede che venga esplicato con un'opera missionaria nel sociale.
Pertanto, l'attenzione verso le fasce più deboli della popolazione, la critica serrata verso i malesseri sociali e l'attenzione verso l'educazione e la promozione culturale specialmente verso i giovani sono tutte attività caritative che partono dall'emblema del Cuore di Gesù Cristo, supremo esempio dell'amore che Dio ha voluto donare al mondo per la redenzione dei peccati. Un esempio di questa coniugazione tra aspetto "teologico-spirituale" e aspetto concreto lo si può riassumere dalle parole del Catéchisme social del 1898 redatto dal padre Dehon:
Cette doctrine, qui prépare la paix, n’est-elle pas en voie de se répandre par la dévotion au Sacré Cœur de Jésus, par cette dévotion chaque jour grandissante, qui nous montre le Cœur de Jésus débordant d’amour et nous invitant à une charité sans bornes pour nos frères et particulièrement pour ceux qui souffrent?»
(Catéchisme social, pp. 519-520)

Partendo dalla devozione al Sacro Cuore di Cristo, devozione che risale al XVII secolo con la predicazione della mistica e religiosa francese Margherita Maria Alacoque e del gesuita Jean Croiset, Dehon trasporta questo carisma dalla dimensione esclusivamente interiore e personale a quella sociale: la devozione mistica si trasforma in una devozione che deve riflettersi nella cura delle piaghe sociali, anticipando in certi aspetti la dottrina sociale della Chiesa espressa con la già citata Rerum Novarum di Leone XIII.

#### Il fermento spirituale e sociale
Il 1888 fu dunque un anno fondamentale, perché l'approvazione di Roma conferiva, nelle intenzioni di Dehon, un riconoscimento superiore a quello del vescovo di Soissons. D'altro canto, Dehon diede inizio a un processo di internazionalizzazione dell'Istituto che si scontrerà con mons. Thibaudier prima, ancorato a una visione diocesana della fondazione, e con il vescovo Jean-Baptiste-Théodore Duval poi, prevenuto nei confronti dei sacerdoti del Sacro Cuore.
Gli anni '80 videro, oltre alla riorganizzazione religiosa, anche una strutturazione mediatica dello spirito religioso di cui si permeò la congregazione: il 1889 fu l'anno sia del primo numero della rivista Il Regno del Sacro Cuore, sia della fondazione dell'Associazione riparatrice. Gli anni seguenti videro Dehon non solo viaggiare in Francia e in Europa, favorendo la diffusione della sua congregazione e la nascita di nuove opere sociali, ma anche rivestire il ruolo di divulgatore delle encicliche sociali di Leone XIII (è del 1891 la celebre Rerum Novarum), ruolo che lo farà conoscere molto all'estero e che lo farà entrare in contatto con l'industriale Léon Harmel, patrocinatore di un socialismo cristiano volto a conciliare i valori morali del cattolicesimo con i diritti dei lavoratori. In seguito alle aperture di papa Pecci nei confronti della forma governativa repubblicana, Dehon si adeguò alla nuova "teologia politica" del Vaticano, passando dalla visione dell'alleanza tra trono e altare a quella tra il popolo elettore e la sfera del sacro.

#### L'opera missionaria
Contemporaneamente a queste attività, Dehon si concentrò anche sull'attività missionaria nei paesi europei ed extra-europei, ritenendola uno degli impegni precipui della congregazione: «per tutta la vita p. Dehon ebbe nella mente e nel cuore le missioni. Diventeranno l'opera più importante dell'istituto». Tra gli anni '80 e quelli '20 del secolo successivo, infatti, Dehon inviò missionari del suo istituto in Ecuador (fino al 1896, quando furono espulsi dal Paese); in Brasile nel 1893; nel Congo belga nel 1897; in Finlandia nel 1907; in Camerun nel 1912 ed infine nel Sudafrica e a Sumatra.

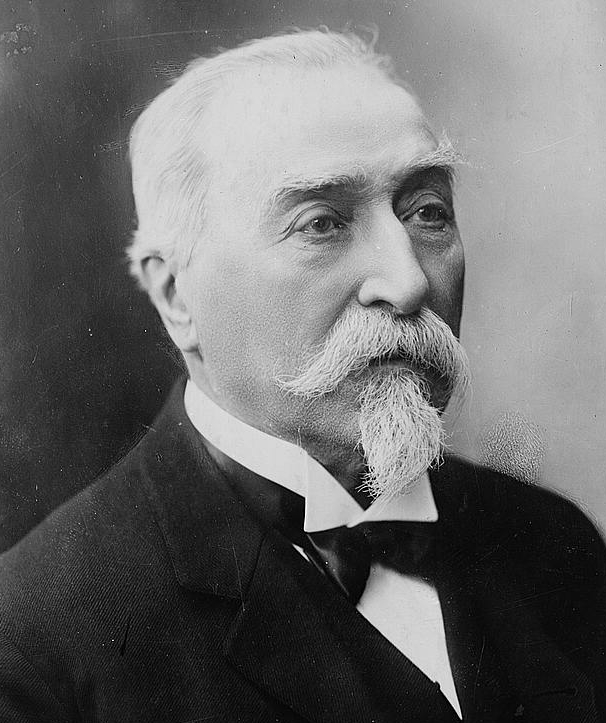
Émile Combes

### Tra 1900 e 1925

#### L'anticlericalismo e lo spostamento a Bruxelles
La Francia, patria del positivismo comtiano, sviluppò a partire dagli ultimi decenni del XIX secolo una forte vena anticlericale che sfociò in un vero e proprio sentimento anticattolico. Le Figaro e altri giornali di sinistra propugnavano l'espropriazione dei beni ecclesiastici, l'allontanamento dei membri delle congregazioni dal territorio nazionale e la fine, sostanzialmente, del concordato napoleonico del 1801. Anima di questi propositi era Émile Combes, un ex seminarista ispiratore di leggi che proibissero l'insegnamento a numerose congregazioni religiose e che determinassero l'espropriazione dei beni delle congregazioni dichiarate sciolte. Agli inizi del XX secolo, così, anche i sacerdoti della congregazione furono colpiti dalle sanzioni statali e lo stesso Dehon dovette riparare a Bruxelles, dove spostò la sua residenza a partire dalla primavera del 1903, quando cioè furono sciolte per legge le congregazioni religiose. In seguito alle persecuzioni anticlericali, la casa del Collegio San Giovanni, dove Dehon viveva da vent'anni, fu alienata e riacquistata soltanto il 2 febbraio 1906. Una fine definitiva giunse invece per la rivista Il Regno, che fu costretta a chiudere la redazione alla fine dello stesso 1903.

#### La dimensione internazionale della Congregazione e la sua erezione canonica

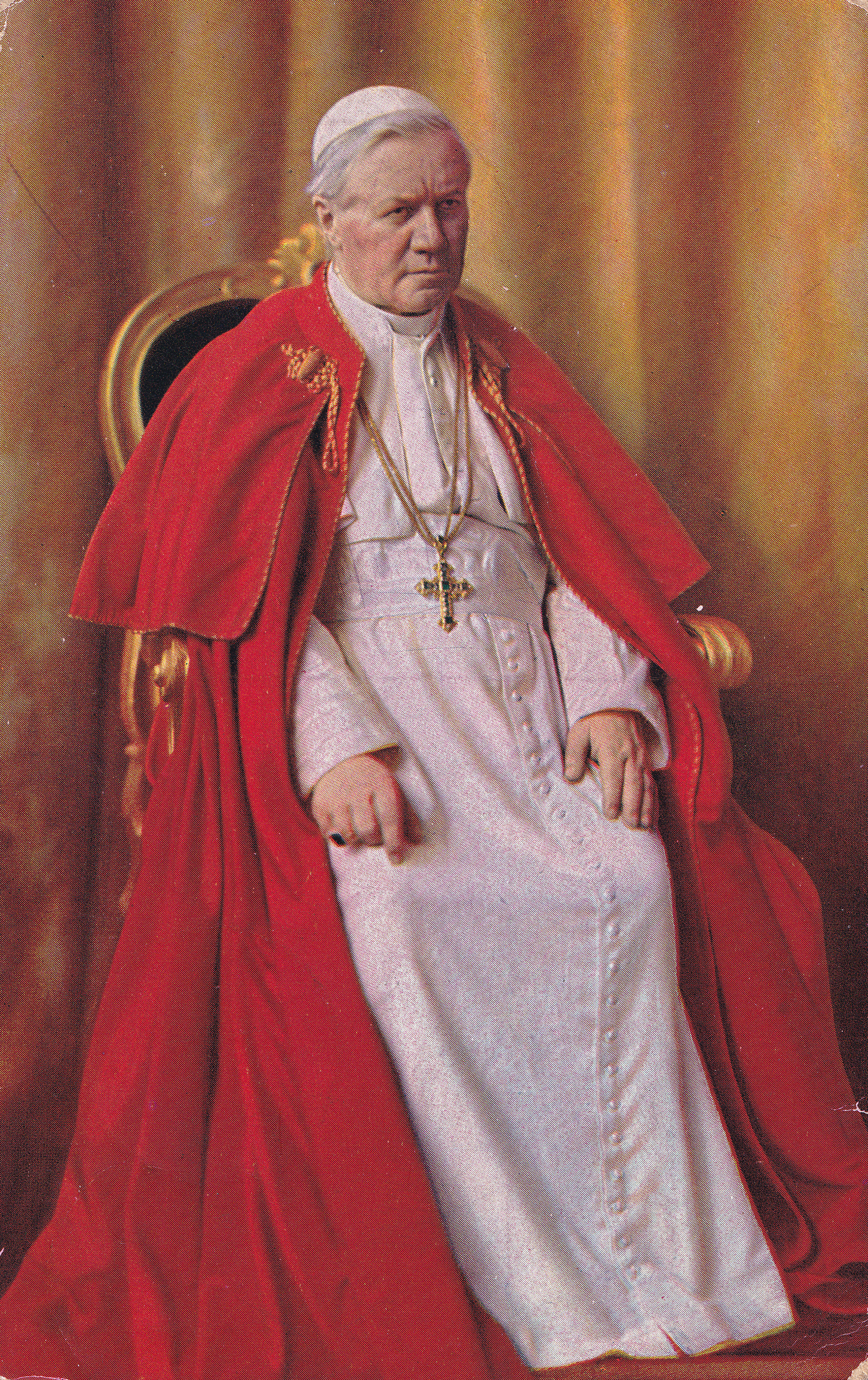
Papa Pio X

Nonostante fossero stati estromessi dalla Francia, i membri della congregazione si stabilirono in Belgio e nei paesi limitrofi, permettendo a quest'ultima di distaccarsi definitivamente dalla dimensione "diocesana" in cui era nata negli anni '80. Quindi, usando le parole del dehoniano Giuseppe Manzoni: «la persecuzione di Combes, invece di soffocare e annientare la congregazione, l'aveva rivitalizzata...liberandola dalle strettoie della diocesi di Soissons e francesi in genere, con l'internazionalizzazione». Questa era la situazione della Congregazione nel Vecchio Continente, delineata in seguito al settimo capitolo generale tenutosi a Lovanio: 
(Ledure, 2002, p. 183)
Secondo quanto riporta Yves Ledure, all'alba del 1906 la congregazione contava 300 membri sparsi in venti comunità. Nel 1907 venne aperta, poi, la prima casa dehoniana in Italia, ad Albino, in provincia di Bergamo, grazie all'intervento del nuovo papa Pio X che spinse Dehon ad entrare in contatto con il vescovo di Bergamo, monsignor Radini Tedeschi I rapporti con Pio X erano già molto buoni, in quanto il pontefice manifestò fin da subito simpatia e comprensione verso l'opera dehoniana. L'anno precedente, esattamente il 4 luglio del 1906, papa Sarto prese infatti la decisione di erigere canonicamente la congregazione, definendola quindi legalmente all'interno della comunità ecclesiale, anche se «però a titolo provvisorio e per una durata di dieci anni». Il 7 settembre 1907 fu inaugurata presso la chiesa della Madonna di Guadalupe la  Scuola apostolica di nostra signora di Gudalupe a Albino dell'ordine dei Sacerdoti del Sacro Cuore di Gesù, voluta da don Federico Gambarelli.

#### In viaggio per il mondo

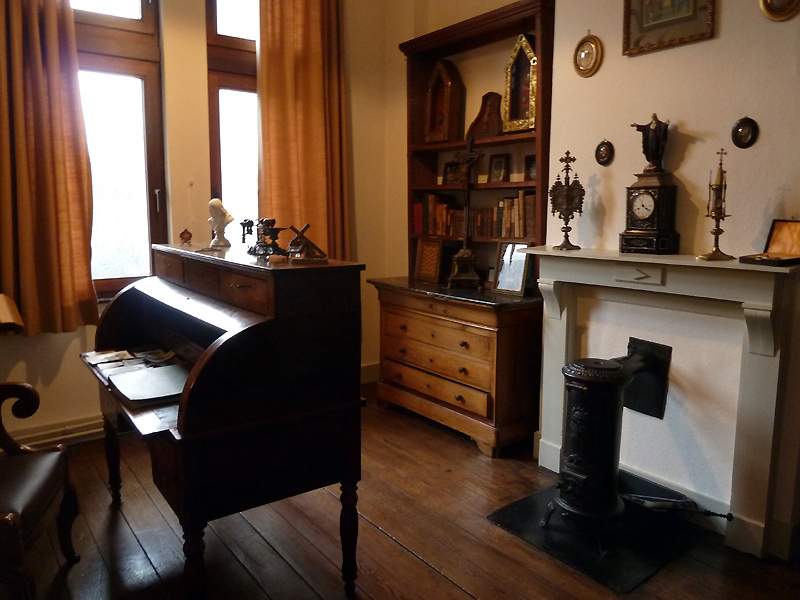
La camera usata da Dehon a Bruxelles per la sua attività quotidiana

Tra il 10 agosto 1910 e il 2 marzo 1911, Léon Dehon continuò il suo interesse di conoscenza della realtà mondiale visitando diversi Paesi: Stati Uniti, Canada (in occasione del Congresso eucaristico del 1910 a Montréal), l'Estremo Oriente, l'India e la Terra Santa furono i territori toccati dal sacerdote francese, ove poté constatare le problematiche delle realtà cattoliche locali (specialmente le condizioni delle missioni).

#### La Grande Guerra
Mentre imperversava la Grande guerra, che costrinse Dehon a rimanere a Saint-Quentin per tutta la durata del conflitto, il sacerdote iniziò la stesura del suo testamento spirituale. La città si trovava al centro delle operazioni belliche, venendo occupata dall'esercito tedesco. Per tale motivo, Dehon non poté ricevere notizie e informazioni della sua opera sparsa nel mondo, costringendolo a una reclusione angosciante che durò fino al 12 marzo 1917 allorché fu deportato, insieme al resto della popolazione della città, a Bruxelles. Qui, un salvacondotto di Benedetto XV, amico di Dehon fin dai tempi in cui lavorava alla Segreteria di Stato sotto Leone XIII, permise all'anziano presule di raggiungere prima Parigi, e poi Roma dove giunse il 31 dicembre 1917: il 3 gennaio, ebbe il colloquio con il pontefice. Ritornato in Francia alla fine del conflitto mondiale, vedendo le rovine di Saint-Quentin, la città da cui era partita la Congregazione, scrisse, afflitto, queste parole:

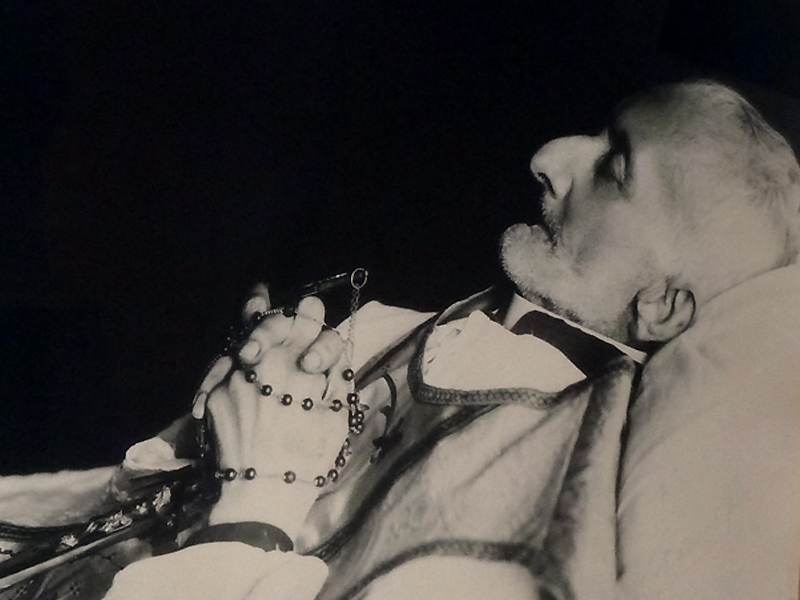
Padre Dehon sul letto di morte

(p. Dehon in Ledure, 2005, p. 223)

#### Gli ultimi anni e la morte
Ormai anziano, il 18 maggio 1920 Dehon inaugurò l'inizio dei lavori della Basilica del Sacro Cuore di Cristo Re a Roma. Il 5 dicembre 1923, ad opera del nuovo papa Pio XI, la congregazione fu definitivamente approvata, dando a padre Dehon una grande gioia. Nell'estate del 1925 Dehon andò a visitare i suoi confratelli di Bruxelles affetti da gastroenterite, ammalandosi lui stesso poco dopo. Dehon morì nella capitale belga il 12 agosto 1925 alle 12:10; le sue ultime parole, mentre indicava un ritratto raffigurante il Sacro Cuore, furono: «Per Lui sono vissuto; per Lui muoio. Egli per me è ogni cosa, la mia vita, la mia morte, e la mia eternità». Le spoglie, in un primo momento deposte nel cimitero di Saint-Quentin, furono poi collocate nella chiesa locale di San Martino nel 1963.

## Opere

### Opere sociali
- Il manuale sociale cristiano (1894)
- La usura nel nostro tempo (1895)
- Orientamenti pontifici (1897)
- Nostri congressi sociali (1897)
- Catechismo sociale (1898)
- Ricchezza, benessere e povertà (1899)
- Il piano della massoneria, o la chiave della Storia negli ultimi quarant'anni (1908)
- La rinnovazione sociale cristiana (conferenze a Roma, 1900)
- L’educazione e l’insegnamento secondo l’ideale cristiano

### Opere sopra il Sacro Cuore di Gesù
- Esercizi spirituali con il Cuore di Gesù (1896)
- Vita di amore per il Cuore di Gesù (1901)
- Mese del Cuore di Gesù (1903)
- Corone di amore al Cuore di Gesù (1905)
- Il cuore sacerdotale di Gesù (1907)
- Amore e riparazione al Cuore di Gesù (1908)
- L'anno con il Cuore di Gesù (1909)
- Studi sopra il Cuore di Gesù (1922)

### Opere spirituali
- Mese di Maria (1900)
- La vita interiore: principi e pratiche (1919)
- La vita interiore facilitata dagli Esercizi spirituali (1919)
- Un sacerdote del Cuore di Gesù: p.Rasset.

### Resoconti dei viaggi
- Sicilia, Calabria, Africa del Nord
- Al di là dei Pirenei
- Mille leghe nell’America del Sud

### Diari
- Note sulla storia della mia vita
- Note quotidiane
- Diario del Concilio Vaticano[105]

## Il processo di beatificazione

### L'iter
Il processo di beatificazione si aprì nell'arcidiocesi di Malines-Bruxelles il 31 maggio 1952. La causa rimase inattiva fino al 21 ottobre 1988 dopo che la Congregazione per le cause dei santi convalidò questo processo, ricevendo la positio nel 1990 per l'accertamento. I teologi approvarono la causa il 30 gennaio 1996 così come fecero i membri della Congregazione per le Cause dei Santi il 3 febbraio 1997. Papa Giovanni Paolo II dichiarò Dehon Venerabile l'8 marzo 1997 dopo aver confermato che il defunto sacerdote aveva vissuto una vita di virtù eroiche.

La beatificazione di Dehon dipendeva dall'approvazione di un miracolo, e questo proveniva dalla località brasiliana di Lavras, divenendo oggetto d'indagine fin dal 1961. Il miracolo in questione riguardava la guarigione dell'elettricista Geraldo Machado da Silva da un grave caso di peritonite verificatosi il 1º giugno 1954. La Congregazione per le Cause dei Santi convalidò questo processo il 2 ottobre 2002 e gli esperti medici approvarono la guarigione come evento miracoloso il 15 maggio 2003. Anche i teologi convalidarono la decisione della commissione medica il 21 novembre 2003, mentre la Congregazione per le Cause dei Santi confermò la decisione delle due commissioni più tardi, il 20 gennaio 2004. Giovanni Paolo II, il 19 aprile 2004, confermò dunque che la guarigione fosse di natura miracolosa e dichiarò che Dehon sarebbe stato beato.

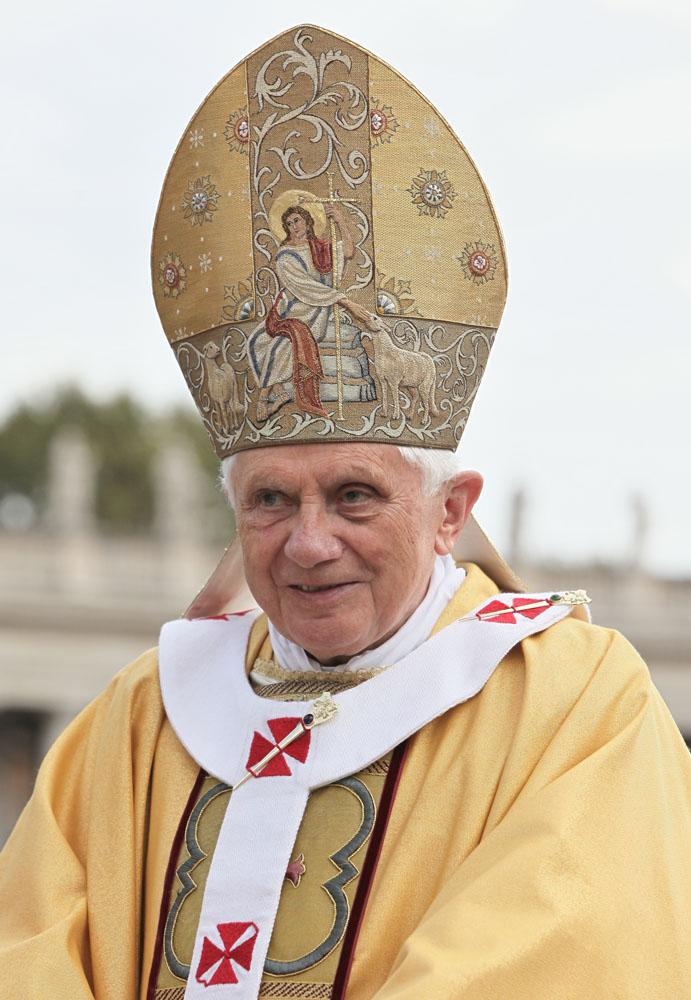
Benedetto XVI, dopo aver ricevuto le accuse di antisemitismo di Léon Dehon da parte di sacerdoti e laici, ne bloccò la beatificazione

### Sospensione
La cerimonia di beatificazione fu programmata per il 24 aprile 2005, ma dovette essere posposta a causa della morte di Giovanni Paolo II avvenuta appena tre settimane prima. Dopo l'elezione di Benedetto XVI, però, si decise di sospendere la beatificazione a causa di un riesame dei suoi scritti in risposta all'accusa di antisemitismo che numerose persone e organizzazioni avevano sollevato al riguardo.
Come testimoniato da costoro Dehon recensì degli articoli sul quotidiano cattolico La Croix in cui sosteneva che gli ebrei erano «assetati di denaro [ ... ]» e che «la bramosia del denaro è un istinto della loro razza», definendo il Talmud «un manuale banditesco, corruttore e distruttore della società» e, secondo l'articolo recensito dal giornalista Alan Cooperman per il The Washington Post, «raccomanda[ndo] numerose misure più tardi adottate dal nazismo, come quella di rendere gli ebrei riconoscibili con particolari contrassegni, di mantenerli chiusi nei ghetti, di escluderli dalla proprietà terriera, dalla magistratura e dall'insegnamento». Altre accuse furono riportate da vari siti internet che, sul finire del 2014, riprendevano estratti del Manuale sociale cristiano. Seri dubbi erano sorti anche in ambito ecclesiale nel 2005 prima della morte di Giovanni Paolo II, allorché il cardinale arcivescovo di Parigi Jean-Marie Lustiger inviò un'urgente lettera al cardinale Joseph Ratzinger esprimendo allarme per gli scritti di Dehon e chiedendo un loro riesame. Mentre la Conferenza episcopale francese espresse cautela riguardo alla causa di beatificazione, il governo francese ammonì che non avrebbe inviato una delegazione all'eventuale cerimonia di beatificazione. Joseph Ratzinger, asceso al Soglio nel frattempo con il nome di Benedetto XVI, ordinò perciò un urgente riesame degli scritti di Dehon con il primo incontro fissato per il 24 giugno. Il papa affidò l'incarico, secondo quanto riferito dalle agenzie di stampa dell'epoca, ai cardinali José Saraiva Martins, Georges Cottier, Paul Poupard e Roger Etchegaray.

### Sviluppi successivi
Riguardo al caso di Dehon, già all'indomani della sospensione della beatificazione vari esponenti del mondo culturale cattolico (e non solo) cercarono di far luce sulle posizioni assunte da Dehon. Nel leggere in prospettiva storica l'opera di Dehon bisogna considerare il contesto storico caratterizzato dall'antisemitismo diffuso, che permeava anche gli ambienti cattolici, come ricordano gli storici Giovanni Miccoli, Daniele Menozzi e Amos Luzzatto Voghera, all'epoca presidente dell'Unione delle comunità ebraiche italiane. Lorenzo Prezzi, ancora, ricorda come gli storici Pierre Pierrad, Paul Airiau e J.M. Mayeur fossero «concordi nel collocare padre Dehon fra i ripetitori piuttosto che fra gli ispiratori dell'antigiudaismo, fra i moderatori piuttosto che fra i promotori». Molto importante fu il convegno che si tenne nel settembre del 2007 a Parigi intitolato Cattolicesimo sociale e questione ebraica: attorno a Leone Dehon, i cui interventi furono poi raccolti nel volume Antisemitismo cristiano? Il caso di Leone Dehon. In tale convegno, storici e teologi (Yves Ledure, Philippe Boutry, Jean-Yves Calvez, Giorgio Campanini, Laurence Deffayet, Paul Airiau, Joseph Famerée, Jean-Marie Mayeur, Marcello Neri e Jacques Prévotat) tentarono di rispondere alle accuse mosse contro il fondatore dei sacerdoti del Sacro Cuore cercando di analizzarne le posizioni teologiche e le cause che spinsero ad usare certe espressioni offensive nei confronti del popolo ebraico. Riguardo alla posizione teologica, emerge l'antigiudaismo religioso in vigore fino al Concilio Vaticano II e non l'antisemitismo di stampo razziale; sulle accuse di bramosia e di disparità sociale sono rimarcate perché espressione del cattolicesimo sociale cui Dehon apparteneva:
(Jean-Marie Mayeur, Leone Dehon e l'antisemitismo, in Ledure, 2009, pp. 90-91)
E ancora:
(Yves Ledure, Impegno sociale e questione ebraica nell'opera di Leone Dehon, in Ledure, 2009, p. 212)

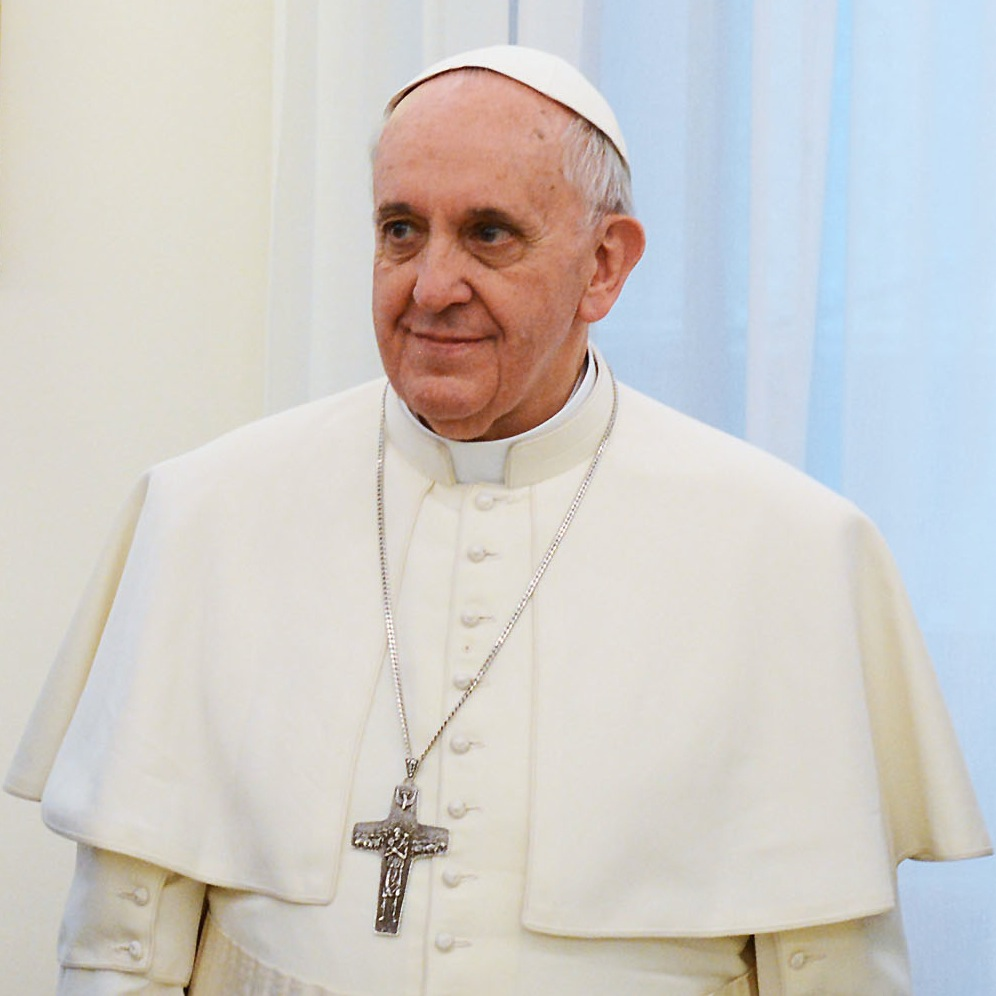
Papa Francesco, in un discorso ai padri dehoniani nel 2015, auspicò un riavvio della beatificazione di Dehon

Infine, in un discorso del 5 giugno 2015 tenuto da papa Francesco ai Dehoniani fu espresso il desiderio del pontefice per il procedere della causa, mentre etichettava il loro fondatore come "il quasi beato Dehon". Il papa disse che i comportamenti devono essere valutati nel loro contesto storico e disse che desiderava che la causa "finisse bene". Francesco ha aggiunto che «È...un problema dell'ermeneutica: si deve studiare una situazione storica con l'ermeneutica di quel tempo, non con il tempo di adesso».

### Esplicative
1. ↑  Manzoni, p. 50, riporta degli studi compiuti dallo stesso Leone in merito alla sua famiglia, scoprendo che erano già nobili nel corso del Medioevo e che poi, in seguito alla conquista dell'Hainaut da parte del re di Francia Luigi XIV (1643-1715), divennero francesi perdendo al contempo il loro status nobiliare.
2. ↑  Non a caso, Manzoni intitola un paragrafo relativo a Maria Ulrich "Una cofondatrice?", sottolineando che
«Madre Maria del Cuore di Gesù e L. Dehon vivevano un'identica spiritualità di amore e riparazione. Ambedue desideravano l'istituzione di un'opera riparatrice sacerdotale.»
(Manzoni, p. 224)

### Bibliografiche
1. 1 2 3   Yves Ledure, Leone Dehon, spiritualità di una vita,  p. 7..
2. 1 2 3  Ledure, 2002, p. 15.
3. 1 2   P. Stefan Tertünte scj, Léon Dehon - Il Padre, su leodehon.com. URL consultato il 4 luglio 2015 (archiviato il 5 luglio 2015).
4. ↑  Manzoni, p. 47.
5. ↑  Ledure, 2002, p. 14.
6. ↑   P. Stefan Tertünte scj, Leone Dehon - La madre, su leodehon.com. URL consultato il 4 luglio 2015 (archiviato il 5 luglio 2015).
7. ↑  Ledure, 2002, p. 16.
8. ↑   Leon Dehon - Collegio - seguito, su leodehon.com. URL consultato il 4 luglio 2015 (archiviato il 5 luglio 2015).
«Cominciò per me l'età critica. Ero troppo abbandonato a me stesso.... L'anno fu cattivo. Ero pigro e altro ancora ... Mia madre soffriva a vedermi su quella via. Mio padre pure era addolorato.... Dissimulavo il più possibile i miei difetti. Avevo una curiosità febbrile per il male. Sentivo l'attrazione per le riunioni mondane, per la danza... Non avevo più confidenza con mia madre ed ero spesso rimproverato in famiglia»
9. ↑  Dorrensteijn, p. 26.
10. ↑  Ledure, 2002, p. 18 e Dorrensteijn, p. 31.
11. ↑  Ledure, 2002, p. 20.
12. ↑   Leone Dehon - Collegio - seguito, su leodehon.com, leodehon.comc. URL consultato il 4 luglio 2015 (archiviato il 5 luglio 2015).
«La Provvidenza mi ha condotto in questo paese di fede dove ho trovato la mia vocazione»
13. 1 2 3  Dehon.
14. ↑  Dorresteijn, p. 32.
15. ↑  Ledure, 2002, p. 25.
16. ↑  Manzoni, p. 72.
17. 1 2  Ledure, 2002, p. 26.
18. ↑  Ledure, 2002, p. 27.
19. ↑  Ledure, 2002, pp. 30-31.
20. ↑   Leone Dehon - Studi - seguito, su leodehon.com. URL consultato il 5 luglio 2015 (archiviato il 3 settembre 2017).
21. ↑  Dorresteijn, p. 36.
22. ↑   Avventure - seguito, su leodehon.com. URL consultato il 7 luglio 2015 (archiviato l'8 luglio 2015).
23. 1 2  Ledure, 2002, p. 33.
24. ↑  Léon era intenzionato più che mai a visitare Gerusalemme e i luoghi in cui visse Gesù Cristo durante la Settimana Santa, come testimoniato da una lettera inviata ai genitori (Si veda: Manzoni, pp. 98-99).
25. ↑   Cronologia di Padre Leone Dehon, su dehonianisud.it. URL consultato il 7 luglio 2015 (archiviato l'8 luglio 2015).
26. ↑  Ledure, 2002, p. 36.
27. 1 2   Seminario - seguito, su leodehon.com. URL consultato il 7 luglio 2015 (archiviato l'8 luglio 2015).
28. ↑  Ledure, 2002, p. 40.
29. ↑  Ledure, 2004, p. 11.
30. ↑  Ledure, 2002, p. 45.
31. ↑  Dorrensteijn, p. 54.
32. ↑  Bihlmeyer - Tuechle, p. 224; 225.
33. ↑  Bihlmeyer - Tuechle, p. 226.
34. ↑  Ledure, 2002, p. 47; Manzoni, p. 146 
«La minoranza antinfallibilista...[vi] aderisce un buon terzo dell'episcopato francese, animato da mons. Dupanloup [...] Leone Dehon è decisamente ultramontano e sostenitore dell'infallibilità.»
35. ↑  Dorresteijn, pp. 56-57.
36. ↑  Manzoni, p. 169.
37. ↑  Manzoni, p. 172.
38. ↑  Manzoni, p. 173.
39. ↑  Dorresteijn, p. 58.
40. ↑  Ledure, 2002, p. 57.
41. ↑  Ledure, 2002, p. 59.
42. ↑  Citazione di Dehon in Ledure, 2002, p. 71: «...e da ogni parte si segnalava l'indifferenza o l'irreligiosità degli uomini».
43. ↑  Ledure, 2002, p. 62.
44. ↑  Manzoni, p. 185.
45. ↑  Manzoni, p. 198: «L. Dehon crede fermamente che il solo rimedio al malessere sociale crescente sia l'associazionismo cattolico».
46. ↑  Manzoni, pp. 191-192.
47. ↑  Ledure, 2002, p. 64.
48. ↑  Manzoni, p. 189.
49. ↑  Manzoni, p. 201.
50. ↑  Manzoni, p. 223.
51. ↑  Ledure, 2002, p. 92: «Essi [i vescovi di Soissons] vedranno soltanto uno strumento al servizio della diocesi...»
52. ↑  Manzoni, p. 225.
53. ↑  Ledure, 2002, p. 88.
54. ↑  Manzoni, p. 227.
55. ↑  Dorresteijn, p. 113.
56. ↑  A fine 1879, la Congregazione contava quattordici membri in totale (cfr. Dorresteijn, p. 125).
57. ↑  Dorresteijn, pp. 133-134.
58. ↑  Manzoni, pp. 267-268.
59. ↑  Ledure, 2002, p. 108.
60. ↑  Ledure, 2002, p. 111.
61. ↑  Manzoni, p. 274.
62. ↑  Ledure, 2002, p. 125.
63. ↑  Dehon: «Questa prova sarà l’alba della risurrezione dell’Istituto con il nome nuovo di “Sacerdoti del Sacro Cuore”».
64. ↑  
«Questa vita interiore, per il padre Dehon, consiste appunto nella sintesi, nell'equilibrio tra primato dell'amore di Dio e servizio incondizionato ai fratelli, che costituisce l'essenza del Vangelo e si manifesta sensibilmente nell'Incarnazione, nel Cuore di Cristo.»
(Sorge, p. 551)
65. ↑  Dorresteijn, pp. 849-852.
66. ↑  Educazione e Cultura: «Fin dall'inizio della Congregazione, la presenza nel mondo dell'educazione e della formazione culturale ha segnato la nostra storia e la nostra vita».
67. ↑  Vismara, p. 223.
68. ↑  Ledure, 2002, p. 126.
69. ↑  Manzoni, p. 418.
70. ↑  Tertünte.
71. 1 2 3  Flochini.
72. ↑  Manzoni, p. 379 riporta l'esortazione di papa Pecci fatta a Dehon di «predica[re] le [sue] encicliche»; si veda inoltre la pubblicazione di Ledure, 1992 al riguardo.
73. ↑  Flochini; Bazzicchi, p. 55.
74. ↑  de Lignerolles-Meynard, p. 290.
75. ↑  Manzoni, pp. 353-356.
76. ↑  Ledure, prete democratico, religioso devoto, p. 206 §2.
77. ↑  Manzoni, p. 329.
78. ↑  Manzoni, p. 335.
79. ↑  Ledure, 2005, p. 211.
80. ↑  Manzoni, pp. 336-337.
81. ↑  Manzoni, pp. 341-342.
82. ↑  Manzoni, pp. 342-344.
83. ↑  Manzoni, pp. 344-345.
84. ↑  Bendiscioli, p. 187, §1; Combes; Manzoni, pp. 410-412.
85. ↑  Ledure, 2005, p. 210; Dorrensteijn, p. 482.
86. 1 2  Manzoni, p. 415.
87. ↑  Dorresteijn, p. 242.
88. ↑  Manzoni, p. 428.
89. ↑  Ledure, 2002, p. 180.
90. ↑  Flochini; Dorrenstejin, p. 484; Scuola Apostolica Sacro Cuore.
91. ↑  Ledure, 2005, p. 211; Manzoni, p. 425.
92. ↑  Dorresteijn, p. 246.
93. ↑   Aurora Cantini, Una voce dimenticata La vita e le opere del tenore Federico Gambarelli, Centro studi Imagna, 2018, ISBN 978-8864171012.
94. ↑  Manzoni, p. 431.
95. ↑  Dorresteijn, cap. XVII, pp. 263-275.
96. ↑  Manzoni, p. 432.
97. ↑  Manzoni, p. 439: «Durante questo lungo ritiro di tre anni, p. Dehon scrive il "testamento spirituale"...».
98. 1 2  Dorrensteijn, p. 486; Manzoni, p. 441.
99. ↑  Manzoni, p. 441.
100. ↑  Dorrensteijn, p. 487.
101. ↑  Dorrensteijn, p. 489.
102. ↑  Ledure, 2005, p. 236.
103. ↑  (EN) Venerable Leo Gustav Dehon, su CatholicSaints.Info, 6 aprile 2017. URL consultato il 9 febbraio 2018 (archiviato il 13 dicembre 2017).
104. ↑  Manzoni, p. 449.
105. ↑  Opere elencate in Sacerdoti del Sacro Cuore di Gesù e Dehondocs.
106. ↑  DEHON Léon.
107. ↑   DECRETUM SUPER VIRTUTIBUS (PDF), su vatican.va,  p. 842.
108. 1 2  Cooperman.
109. ↑  Cooperman: 

(inglese)
«...Dehon wrote that Jews were "thirsty for Gold" and that "just for money is a racial instinct in them.»

(italiano)
«...Dehon scrisse che gli Ebrei erano "assetati d'oro" e che "solo per il denaro è un istinto innato in loro".»
110. ↑  Cooperman: 

(inglese)
«he called the Talmud "a manual for the bandit, the corrupter, the social destroyer"...»

(italiano)
«chiamò il Talmud "un manuale banditesco, corruttore, distruttore sociale"...»
111. ↑  Cooperman: 

(inglese)
«...and he recommended several measures later adopted by the Nazis, including that Jews wear special markings, live in ghettos and be excluded from land ownership, judgeships and teaching positions.»

(italiano)
«...ed egli raccomandò numerose misure più tardi adoperate dai nazisti, inclusi l'obbligare gli Ebrei ad indossare marchi speciali, vivere nei ghetti ed essere esclusi dalla proprietà terriera, dalle cariche giudiziarie e dall'insegnamento.»
112. 1 2 3  Prezzi, p. 370 §1.
113. ↑  Palmieri-Billig.
114. ↑  Prezzi-Stefani, pp. 515-519.
115. ↑  Cfr. la bibliografia.
116. ↑  Jean-Marie Mayeur, Leone Dehon e l'antisemitismo in Ledure, 2009, p. 90: «Le analisi segnate dal razzismo sono assenti. Il tema dell'ebreo deicida è presente, menzionato brevemente perché considerato ovvio».
117. ↑   Rom 11, su La Parola - La Sacra Bibbia in italiano in Internet.
118. ↑  (EN) Pope backs sainthood candidacy of allegedly anti-Semitic priest, su timesofisrael.com, The Times of Israel. URL consultato il 9 febbraio 2018 (archiviato il 12 dicembre 2017).
119. ↑   Iacopo Scaramuzzi, Francesco: «Voglio che la beatificazione di Dehon finisca bene», in Vatican Insider, 5 giugno 2015. URL consultato il 9 febbraio 2018 (archiviato il 10 febbraio 2018).